# Église Saint-Laurent de Prades-d'Aubrac
L'église Saint-Laurent de Prades-d'Aubrac est une église située en France, sur la commune de Prades-d'Aubrac, dans le département de l'Aveyron en région Occitanie.
Elle fait l'objet d'un classement au titre des monuments historiques depuis le 13 avril 1929.

## Description
Église gothique et Renaissance du XVIe siècle, tout comme son porche, et la pietà surmontant la porte avec l'inscription latine Difficillimum est id facere quod judicio omnium comprobetur, soit  « Il est très difficile de réaliser une œuvre qui plaise à tout le monde ».
A l'intérieur, l'édifice présente une nef avec deux chapelles de chaque côté. La voûte est composée de trois travées en pierre calcaire pour les arcs doubleaux et les nervures, en pierre de lave pour l'appareillage. Deux travées sont en croisée d'ogive simple, celle du chœur se compose de liernes et tiercerons ornés de cinq clefs de voûte représentant le Sauveur du Monde et des anges, saint Mathieu en homme ou en ange, saint Marc en lion, saint Luc en taureau.
De style Renaissance, la chapelle des Sept-Douleurs (à droite en entrant) est asymétrique dans son ornement : le haut du pilastre gauche est décoré d'une corbeille de fruits, alors qu'à droite figure une coquille. À droite, une niche surmontée d'une accolade a été sculptée dans le mur. Par terre, une pierre de l'ancien autel.
Chapelle du Rosaire (à droite du chœur) : les 15 mystères du Rosaire ont été placés en 1863. La voûte faite de liernes, de tiercerons et de quatre pendentifs polychromes, présente en son centre l'écusson du Dom André. Sur les deux pans coupés entre les deux grandes chapelles, des fresques peintes représentent trois abbés en habits de chœur, et un fragment d'hymne, l'ensemble sauvé lors de l'enlèvement du crépi en 1930.
La chaire est composée de six blocs de pierre. Une inscription gravée annonce : "Bienheureux ceux qui écoutent la parole de Dieu et qui la gardent". De chaque côté figure un rectangle avec, à gauche, la croix de saint André et, à droite, deux bâtons de pèlerin.
Daté de 1669, le retable est constitué de quatre colonnes de 3 m. Les deux statues représentent, à gauche, saint Laurent tenant une palme et un livre, à droite, saint Étienne tient une pierre, symbole de son supplice par lapidation. Au-dessus du retable trône le Père Éternel dans les nuées entouré de deux anges, en bois doré. Cette sculpture a été réalisée par Louis Castanié en 1867, ainsi que la Crucifixion avec le Christ en croix, Jean et Marie debout, et Marie-Madeleine au pied de la croix.

## Localisation
L'église est située sur la commune de Prades-d'Aubrac, dans le département français de l'Aveyron.

## Historique
L'église a été construite de 1540 à 1546 par Antoine André, dom d'Aubrac puis, après son décès, par Georges d'Armagnac (notamment le porche qui porte ses armoiries).
L'édifice est classé au titre des monuments historiques en 1929.

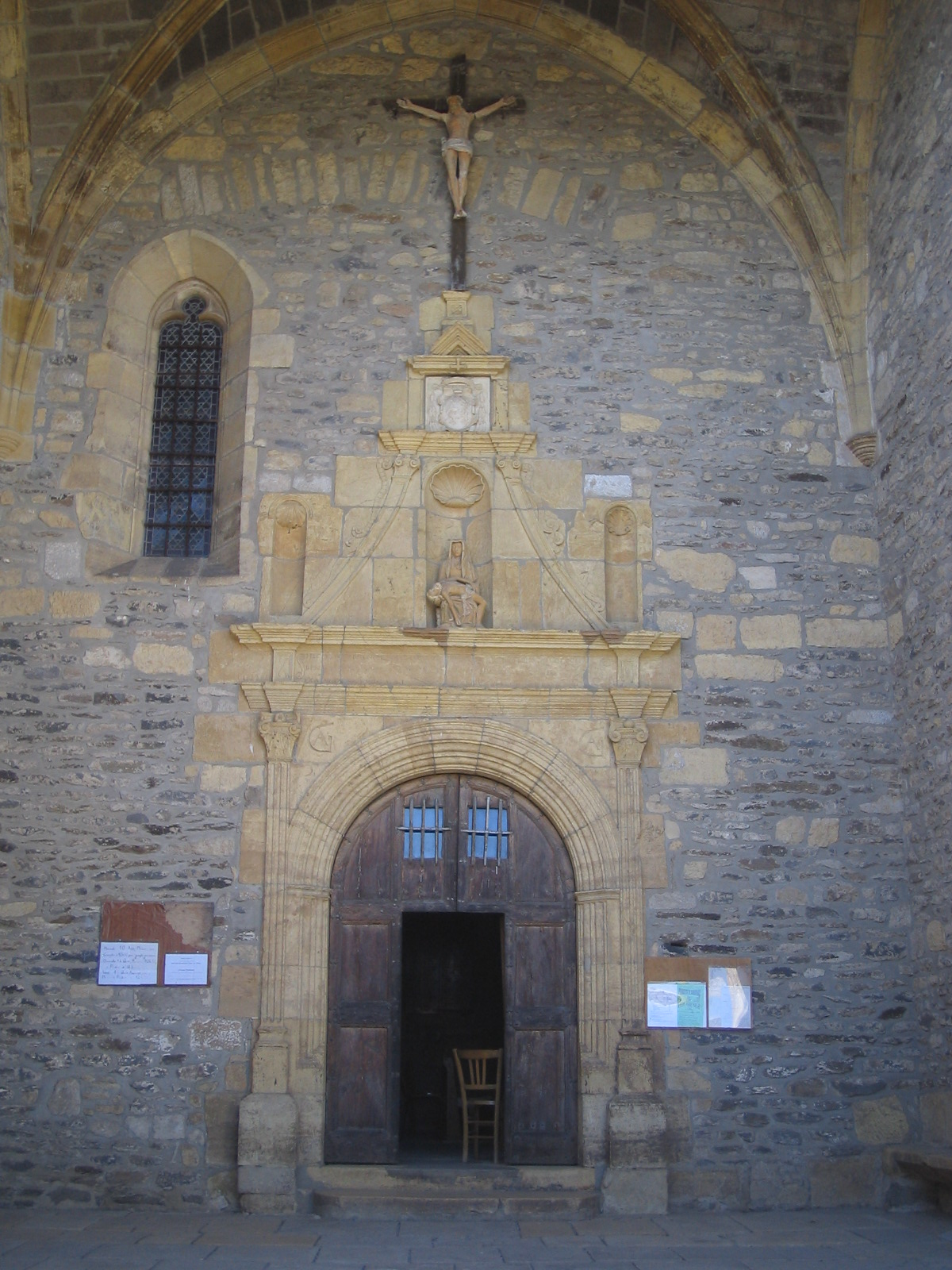
Porche de l'église.
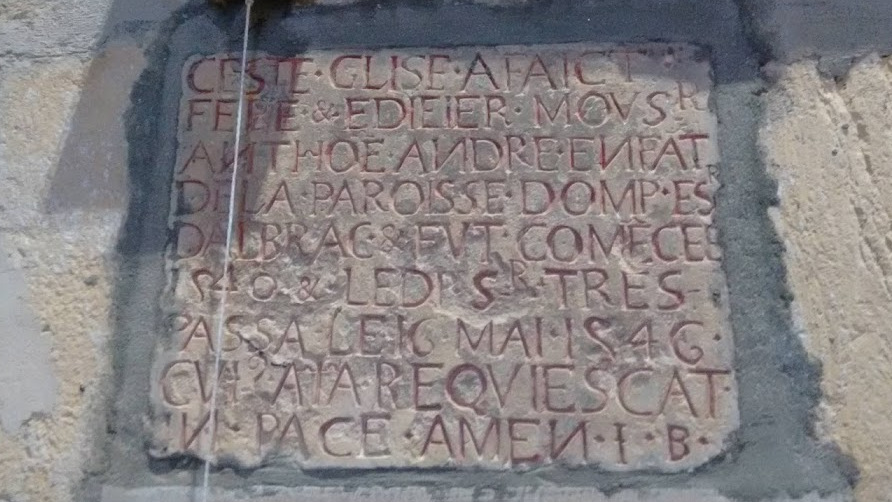
Plaque Mgr Antoine André dom d'Aubrac.
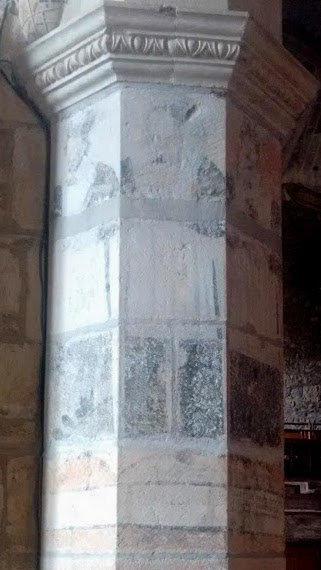
Fresques.